# Dionisio Faulbaum
Dionisio Ventura Faulbaum Mayorga (Ancud,  30 de enero de 1961) es un biólogo marino y político chileno de origen judío, miembro del Partido Radical (PR). Se desempeñó como diputado de la República en representación del distrito n° 58 de la región de Los Lagos durante el periodo legislativo 1990-1994.

## Biografía
Nació en Puerto Montt, el 30 de enero de 1961, hijo de Emma Olivia Mayorga Soto y de Raúl Arturo Faulbaum Pérez.
Los estudios primarios los realizó en la Escuela de Aplicación, anexa a la Normal de Ancud, mientras que los secundarios en el Liceo de Hombres de la misma ciudad. Finalizada su etapa escolar, ingresó en 1980 a la Universidad de Concepción, donde obtuvo el título de biólogo marino. Posteriormente, efectuó posgrados en desarrollo rural y regional, en universidades de Israel y Honduras.
Después de titularse trabajó en un Centro de Cultivos de Mitilidos o choritos, vinculado en ese momento, al Servicio Nacional de Pesca (Serapesca). Luego trabajó en una organización no gubernamental (ONG) como asesor de proyectos de cultivo con organizaciones campesinas y de pescadores.
En 1991, se casó con la arquitecto María Jaqueline Santos Andrade, con quien tuvo un hijo.

## Trayectoria política

### Inicios
Sus actividades políticas las inició al incorporarse al movimiento de los universitarios radicales; y paralelamente se desempeñó como delegado ante el Centro de Alumnos de su facultad universitaria.
Militante del Partido Radical (PR), ha desempeñado diversos cargos en él, entre ellos, delegado de su partido en el Comité por Elecciones Libres; secretario general en Ancud; y representante del radicalismo de esta zona ante el Consejo Regional de Los Lagos.
Luego se incorporó a la «Comisión de Derechos Humanos» de Ancud y participó en la promoción, organización y realización de campañas de inscripción en los registros electorales de esa ciudad.

### Diputado

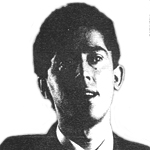
Fotografía oficial de Faulbaum como diputado en 199.

En las elecciones parlamentarias de 1989, fue electo como diputado en representación del entonces distrito n° 58 (correspondiente a las comunas de Castro, Ancud, Quemchi, Dalcahue, Curaco de Vélez, Quinchao, Puqueldón, Chonchi, Queilén, Hualaihué, Futaleufú y Palena), de la Región de Los Lagos, por el período legislativo 1990-1994. Se convirtió —con 28 años al momento de su elección, y 29 al asumir el cargo—, en el diputado más joven de dicho periodo y uno de los más jóvenes desde la década de 1960. Obtuvo la primera mayoría con 18.252 votos, correspondientes al 27,39% del total de los sufragios válidamente emitidos.
En las elecciones parlamentarias de 1993, no repostuló al Congreso por su distrito, para el siguiente período (1994-1998).

### Actividades posteriores
Luego de finalizar su periodo en la cámara baja, se dedicó por tres años al ejercicio de su profesión, en la Subsecretaría de Pesca y Acuicultura, hasta que en el año 2000 a 2002 fue nombrado como jefe de gabinete del entonces ministro de Agricultura, Jaime Campos.
Entre el 2004 y 2005, fue designado como director nacional del Servicio Agrícola y Ganadero (SAG), por el presidente Ricardo Lagos. Asimismo, se ha desempeñado como coordinador y asesor legislativo del Ministerio de Agricultura, organismo del cual depende la entidad anterior.

## Historial electoral

### Elecciones parlamentarias de 1989
- Elecciones parlamentarias de 1989, candidato a diputado por el distrito 58 (Castro, Ancud, Quemchi, Dalcahue, Curaco de Vélez, Quinchao, Puqueldón, Chonchi, Queilén, Hualaihué, Futaleufú y Palena), Región de Los Lagos[2]